# Xiuhtecuhtli-Xoxoauhqui
Xiuhtecuhtli-Xoxoauhqui dans la mythologie aztèque, est le dieu du feu bleu. Selon quelques sources il est le fils de Xiuhtecuhtli et Xantico, ou de Xantico seule. Il a trois frères appelés Xiuhtecuhtli-Iztac, Xiuhtecuhtli-Cozauhqui, Xiuhtecuhtli-Tlatlauhqui, lesquels sont les autres personnifications du feu.